# Тлакотальпан
Тлакотальпан (исп. Tlacotalpan)  —   город и муниципалитет в Мексике, входит в штат Веракрус. Население 13 845 человек (на 2005 год).

## Известные уроженцы
- Агустин Лара (1900—1970)  — мексиканский композитор-песенник, актёр, певец, продюсер.